# Effatha
Effatha (Stowarzyszenie Ruch Effatha im. św. Maksymiliana Marii Kolbego i św. Andrzeja Boboli) – katolickie stowarzyszenie prowadzące działalność apologetyczno-ewangelizacyjną.
Celem działań Effathy jest:
- umacnianie i obrona wiary rzymskokatolickiej przed niebezpieczeństwem wszelkiego rodzaju odchyleń doktrynalnych (sekty, nowe ruchy religijne, okultyzm, praktyki magiczne, astrologia, spirytyzm)
- pozyskanie nowych członków religii rzymskokatolickiej (m.in. głoszenie Ewangelii, organizowanie spotkań o tematyce religijnej, rekolekcje, prelekcje, tworzenie kręgów biblijnych o charakterze ewangelizacyjnym)
- organizowanie kursów ewangelizacyjnych
- podniesienie świadomości wyznających religię rzymskokatolicką o nauce Kościoła

Stowarzyszenie współpracuje z:
- Dominikańskimi Ośrodkami Poradnictwa ds. sekt i N.R.R
- Katolickim Stowarzyszeniem „Civitas Christiana”
- Stowarzyszeniem Ruch Obrony Rodziny i Jednostki z siedzibą w Wołominie
- organizacjami katolickimi t.j: Legion Maryi, Rycerstwo Niepokalanej, Ruchem Odnowy w Duchu Świętym
- antykultowe i prorodzinne organizacje na Zachodzie i w USA

W maju i w październiku organizowany jest ogólnopolski Zjazd Stowarzyszenia, gdzie spotykają się członkowie i sympatycy Effathy z całej Polski.

## Historia
Organizacja powstała w roku 1989 na I Zjeździe Założycielskim w Elblągu z inicjatywy Tadeusza Kundy, Grzegorza Felsa, ks. prof. Bernarda Wodeckiego SVD, s. Zofii Klimowskiej AVD oraz kilkudziesięciu osób duchownych i świeckich. Pierwszy ośrodek Stowarzyszenia powstał 20 października 1990 w Toruniu (par. Najświętszej Maryi Panny). W tym czasie Effatha była prekursorem inicjowania powstawania ośrodków interwencyjno-konsultacyjnych ds. przeciwdziałania i informowania o szkodliwości działań sekt i nowych ruchów religijnych. Do roku 1995 przeciwdziałała rozprzestrzenianiu się Organizacji Świadków Jehowy. W 1997 z przyczyn finansowych zatrzymano ukazywanie się czasopisma „EFFATHA – Otwórz się!”, co utrudniło popularyzowanie idei Stowarzyszenia oraz zmniejszyło liczbę jej członków i sympatyków. Dnia 9 listopada 1996 Stowarzyszenie EFFATHA zostało przyjęte w poczet Rady Ruchów Katolickich w Warszawie, a 22 maja 1998 roku nabyło osobowość prawną. W latach 1996–1998 zostało zatwierdzone w następujących diecezjach: rzeszowska, zielonogórsko-gorzowska, warszawsko-praska, gliwicka, a czynności legislacyjne trwają w kilku pozostałych. 1 maja 2007 podjęto decyzję o przeniesieniu Centrali Stowarzyszenia EFFATHA z Marek-Strugi (koło Warszawy) do Gliwic. Od 15 października 2001 redagowana jest strona internetowa stowarzyszenia . Pierwszym prezesem Stowarzyszenia był Tadeusz Kunda, a od 1999 jest nim Andrzej Wronka.

## Zarząd
| Nazwisko         | Funkcja            |
| ---------------- | ------------------ |
| Andrzej Wronka   | Prezes             |
| Dariusz Fras     | Wiceprezes         |
| Jan Ciepałowicz  | Sekretarz          |
| Andrzej Szlachta | Skarbnik           |
| Sławomir Zaczek  | Asystent Kościelny |
| Robert Kamać     | Rzecznik Prasowy   |